# Jokozuna

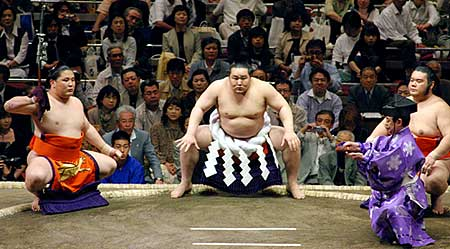
Aszasórjú a versenyzők bevonulásának szertartásán

A jokozuna (横綱, nyugaton yokozuna), azaz „nagy bajnok”, az ózumó legmagasabb rangja. Az ezt elért versenyzőket a szumó élő jelképeinek tekintik. Egy széles, fehér övet viselnek a derekuk körül, amelyen villám alakú csíkok vannak. Az öv tömege akár a 20 kilogrammot is elérheti; a mérkőzések során nem, de a dohjó-iri szertartásán mindig viselik.
A szumó történetében eddig csak 73 rikisinek sikerült kiérdemelnie ezt a címet, amely egy életre szól, visszavonhatatlan. Éppen ezért a kinevezés feltételei nagyon szigorúak. Elvárás, hogy a jokozuna kinevezése után is mindig átlag feletti teljesítményt nyújtson (legalábbis versenyben legyen a tornagyőzelemért),és soha ne érjen el make-kosit, illetve időben lépjen vissza a tornától, ha ennek a veszélye fennáll. Ha több versenyen is gyenge eredményt ér el, vissza kell vonulnia, hogy ne hozzon szégyent magára.

## Története
Az első jokozuna címet Akasi Siganoszuke kapta a 17. században, posztumusz. Állítólag ő erősített először simenava kötelet a derekára egy császári audiencián az uralkodó iránti tisztelete jeléül. Annyi biztos, hogy a róluk készített nyomatok tanúsága szerint az 1700-as évek végétől a jokozunák hordták az övet.
Maga a cím eleinte nem is számított külön besorolásnak, csak egy tiszteletbeli elnevezés volt, amelyet nem is feltétlenül a legjobb eredményt elérő, hanem időnként a legbefolyásosabb támogatóval bíró ózekiknek adták, akik a többiektől függetlenül, egymagukban végezhették el a bevonuló szertartást. Ezért az is előfordult, hogy a hivatalos rangsorban nem a legelőkelőbb pozíciót foglalták el. A banzukén először 1890-ben jelent meg, de csak 1909-től számít a legmagasabb rangnak. Azonban még ekkor is inkább csak amolyan „legfőbb ózeki”-nek minősült, a ranglistán önálló, valóban a legmagasabban jegyzett ranggá csak 1951-ben vált.

## Kinevezés
A többi rangtól eltérően nincs olyan előírás, amely szabályozná az egy időben aktív jokozunák számát. Mivel nem fokozhatják le őket, elvileg sok ilyen rangú versenyző is lehetne egyszerre, de ritkán vannak 2-3-nál többen, és az is többször előfordult, hogy egyetlen versenyző sem volt ebben a pozícióban.
Maga a kinevezés kritériuma nem egyértelműen meghatározott, inkább minimum elvárások vannak, bár ezek nagyon magas szintű egyenletes teljesítményt feltételeznek. Az az ózeki kaphatja meg a címet, amelyik az értékelést megelőző három basoból legalább két egymást követő júsó győztese volt, vagy hasonló  eredményt ért el, azaz tornánként nem kevesebb mint 12 mérkőzést nyert és versenyben volt a tornagyőzelemért, például részt vett a rájátszásban. Ezen kívül figyelembe veszik az ózeki jellemét, általános magatartását, hagyománytiszteletét, a szumó különböző technikáiban való jártasságát, előadásának minőségét. Előfordulhat, hogy a szükséges tornagyőzelem megléte esetén sem nevezik ki, mert nem elégedettek a magatartásával vagy valami egyéb kivetnivalót találnak benne, de időnként az is megtörténik, hogy pusztán két győztes torna alapján odaítélik a címet (ez főként akkor fordulhat elő, amikor épp nincs aktív jokozuna). Ha a bizottság nem jut egyértelmű döntésre, titkos szavazást tartanak. Amennyiben az ózeki nem kapja meg a szükséges támogatást, a következő baso után ismét értékelik a teljesítményét.
A figyelembe veendő eredményeket nem feltétlenül kell ózekiként elérnie, a lényeg, hogy az utolsó tornán ebben a rangban szerepeljen. Tehát elvileg egy alacsonyabbról induló, de gyorsan és nagyon eredményesen előrehaladó rikisi is kinevezhető, bár ez nagyon ritkán fordul elő.

## A jokozuna szerepe
A jokozuna nem csak elméletben tekinthető a szumó jelképének. Egyik fontos feladata, hogy segítse az alacsonyabban rangsorolt versenyzők fejlődését, ezért rendszeresen látogatja a sajátján kívüli istállók edzéseit, összeméri erejét azokkal a versenyzőkkel is, akikkel a versenyeken nem mérkőzik meg, és tanácsaival segíti felkészülésüket.
Bár a jokozunák sem legyőzhetetlenek, az ellenük való győzelemnek nagyon komoly presztízsértéke és anyagi vonzata is van. Azok a maegasira rangú birkózók, akik a versenyek során ezt a bravúrt véghezviszik, tehát kinbosit érnek el, jelentős összegű állandó prémiumra tesznek szert, ezért az ilyen győzelmekről nyilvántartást vezetnek. Pályafutása során a legtöbb ilyet, szám szerint 16-ot, Akinosima érte el.

## Lásd még
- jokozunák listája

## Külső hivatkozások
- Jokozuna ismertetők és statisztikák
- Jokozunák bemutatása a Nihon Sumo Kyokai oldalán
- Sumotalk.com
- Szumo.hu